# Juho Hänninen
Juho Ville Matias Hänninen (Punkaharju, Finlàndia, 25 de juny de 1981) és un pilot de ral·li finlandès que disputa el Campionat Mundial de Ral·lis. Va ser guanyador del Intercontinental Rally Challenge l'any 2010 i del Campionat Mundial de Ral·li Super 2000 l'any 2011.

## Trajectòria
Hänninen debuta al Campionat de Finlàndia de Ral·lis l'any 2003 dins de la categoria Grup N, alçant-se amb el títol de la categoria al 2004 amb un Honda Civic Type R. En paral·lel, l'any 2006 disputa per primera vegada un ral·li del Campionat Mundial de Ral·lis, al disputar el Ral·li de Suècia a bord d'un Mitsubishi Lancer Evo IX, disputant alguna prova més d'aquella temporada.
La temporada 2007 disputa de forma complerta la temporada del Campionat Mundial de Ral·lis de producció finalitzant en cinquena posició, repetint experiència a la temporada 2008, quan quedaria en segona posició per darrera d'Andreas Aigner.
De cara a la temporada 2009 Häninen s'incorpora al equip Škoda Motorsport, qui enfoca al finlandès en la disputa la Intercontinental Rally Challenge amb un Škoda Fabia S2000, aconseguint finalitzar en sisena posició del campionat. De cara a la següent temporada aconseguiria guanyar el IRC, aconseguint finalitzar tercer en les edicions de 2011 i 2012.
En paral·lel a la seva participació al IRC, la temporada 2011 disputaria el Campionat Mundial de Ral·li Super 2000, on es faria amb el títol, mentre que a la temporada 2012 disputaria el Campionat d'Europa de Ral·lis, aconseguint també el títol continental pel fabricant txec.
L'any 2013, desvinculat ja del equip Škoda Motorsport, disputa diferents proves del Mundial amb el Qatar World Rally Team a bord d'un Ford Fiesta RS WRC, finalitzant l'any anunciant la seva incorporació a Hyundai WRT, amb qui realitzaria la temporada parcial de sis ral·lis del Campionat Mundial de Ral·lis del 2014 amb el Hyundai i20 WRC.
La temporada 2015 tan sols disputa el Ral·li de Suècia amb un Ford Fiesta RS WRC, mentre que la 2016 no disputa cap prova. No obstant, al 2017 s'incorpora per disputar la temporada completa del Mundial al equip oficial Toyota, on finalitza en novena posició, aconseguint pujar al podi del Ral·li de Finlàndia.
Després de la temporada a Toyota solament disputarà el Ral·li de Sardenya del 2019 i el Ral·li Àrtic del 2021, on s'imposarà amb un Toyota Yaris WRC.